# Thánh Ngôn Hiệp Tuyển
O Thánh Ngôn Hiệp Tuyển é um dos livros sagrados do Cao Dai, uma religião sincretista relativamente nova, oficialmente fundada na cidade de Tay Ninh, no sul do Vietnã, no ano de 1926.